# Жарзе-Віллаж
Жарзе-Віллаж (фр. Jarzé Villages) — муніципалітет у Франції, у регіоні Пеї-де-ла-Луар, департамент Мен і Луара. Жарзе-Віллаж утворено 1 січня 2016 року шляхом злиття муніципалітетів Бово, Шомон-д'Анжу, Жарзе i Люе-ан-Божуа. Адміністративним центром муніципалітету є Жарзе. Населення — 2785 осіб (01.01.2021).